# Flora Nwapa
Florence Nwanzuruahu Nkiru Nwapa, nota come Flora Nwapa (Oguta, 16 gennaio 1931 – Enugu, 16 ottobre 1993), è stata una scrittrice nigeriana definita la madre della letteratura africana moderna.
Anticipatrice di una generazione di scrittrici africane, viene riconosciuta inoltre come la prima scrittrice africana a essere stata tradotta in lingua inglese in Gran Bretagna. Ottenne un riconoscimento internazionale col suo primo romanzo, Efuru,  pubblicato nel 1966 all'età di trent'anni dalla casa editrice Heinemann Educational Books. Pur non considerandosi una femminista, è però conosciuta per aver descritto la vita e le tradizioni dal punto di vista di una donna Igbo.
Nwapa è anche conosciuta per il suo lavoro governativo nella ricostruzione del paese dopo la guerra del Biafra, avendo lavorato in particolare con gli orfani e i rifugiati sfollati durante la guerra. Ha inoltre promosso il ruolo delle donne nella società africana ed è stata, con la fondazione di Tana Press nel 1970, una delle prime donne africane a svolgere la professione di editore.

## Biografia
Nwapa è nata a Oguta, nella Nigeria sudorientale,  primogenita dei sei figli di Christopher Ijeoma (un agente della United Africa Company) e di Martha Nwapa, insegnante di teatro. Flora Nwapa frequentò la scuola di Oguta, poi la scuola secondaria di Elelenwa a Port Harcourt e Lagos. Nel 1953, all'età di 22 anni, entrò all'università e si laureò nel 1957 allo University College di Ibadan. Si trasferì poi in Scozia, dove conseguì un diploma in scienze dell'educazione presso l'Università di Edimburgo nel 1958.
Dopo essere tornata in Nigeria, Nwapa divenne funzionario del Ministero della Pubblica Istruzione a Calabar, posizione in cui rimase fino al 1959. Successivamente iniziò a lavorare presso la Queen's School di Enugu, dove insegnò inglese e geografia dal 1959 al 1962. Continuò poi a lavorare sia nel campo dell'istruzione che nel servizio pubblico in diverse posizioni, tra cui quella di cancelliere aggiunto presso l'Università di Lagos, negli anni fra il 1962 e il 1967. Dopo la guerra civile nigeriana del 1967-70, accettò il ruolo di ministro della salute e della previdenza sociale nello Stato centro-orientale (1970-71), e successivamente quello di ministro delle terre, della ricerca e sviluppo urbani (1971-74). È stata lettrice presso l'Alvan Ikoku College of Education di Owerri e, nel 1989, è stata nominata visiting professor di scrittura creativa all'Università di Maiduguri.
Il primo libro di Nwapa, Efuru, fu pubblicato nel 1966 ed è considerato un lavoro pionieristico in quanto romanzo in lingua inglese scritto da una scrittrice africana. Nel 1962 Nwapa ne mandò il manoscritto al famoso autore nigeriano Chinua Achebe, il quale non solo rispose con una lettera molto positiva, ma incluse nella risposta del denaro per finanziare la spedizione del manoscritto all'editore inglese Heinemann.
Seguirono altri romanzi come Idu (1970), Never Again (1975), One is Enough (1981) e Women are Different (1986). Nwapa ha pubblicato inoltre due raccolte di racconti - This is Lagos (1971) e Wives at War (1980) - e il volume di poesie Cassava Song e Rice Song (1986). Fu infine autrice di diversi libri per bambini.
Nel 1974 fondò la Tana Press e nel 1977 la Flora Nwapa Company, pubblicando la propria letteratura per adulti e bambini e opere di altri scrittori. Uno degli obiettivi dichiarati della casa editrice era «informare ed educare le donne di tutto il mondo, in particolare le femministe (sia con la F maiuscola che con la minuscola) sul ruolo delle donne in Nigeria, la loro indipendenza economica, il loro rapporto con i mariti e i figli, le loro credenze tradizionali e il loro status nella comunità nel suo insieme». Tana è stata descritta come «la prima casa editrice gestita da una donna e indirizzata a un vasto pubblico femminile, un progetto ben oltre il suo tempo in un periodo in cui nessuno vedeva le donne africane come una comunità di lettrici o un segmento demografico di acquirenti di libri».
All'inizio della sua carriera letteraria Nwapa non fu interessata, come conseguenza del modo in cui veniva allora visto e ritratto, al femminismo, dato che lo percepiva come prevenuto nei confronti degli uomini. Finì comunque col farci i conti, e questo rapporto complesso col femminismo resta rappresentativo del dibattito sul movimento femminista in Africa e nel mondo in generale. Affermò in un'intervista a Contemporary Authors: «Scrivo da quasi trent'anni. Il mio interesse è rivolto sia alla donna delle campagne che a quella urbana nella loro ricerca di sopravvivenza in un mondo in rapida evoluzione dominato dagli uomini».
La carriera di Nwapa come educatrice continuò per tutta la vita. Insegnò infatti presso college e università a livello internazionale, comprese la New York University, il Trinity College, l'Università del Minnesota, l'Università del Michigan e l'Università di Ilorin.
Flora Nwapa Morì di polmonite il 16 October 1993 in ospedale a Enugu, in Nigeria, all'età di 62 anni.

## Selezione di opere
Romanzi
- Women are Different, Enugu: Tana Press, 1986; Africa World Press, 1992, ISBN 9780865433267
- One Is Enough, Enugu: Flora Nwapa Co., 1981; Tana Press, 1984; Africa World Press, 1992, ISBN 9780865433229
- Never Again, Enugu: Tana Press, 1975; Nwamife, 1976; Africa World Press, 1992, ISBN 9780865433182
- Idu, Heinemann African Writers Series, No. 56, ISBN 0-435-90056-0; 1970
- Efuru, Heinemann Educational Books, 1966; Waveland Press, 2013, ISBN 9781478613275

Racconti e poesia
- This Is Lagos and Other Stories, Enugu: Nwamife, 1971; Africa World Press, 1992, ISBN 9780865433212
- Cassava Song and Rice Song, Enugu: Tana Press, 1986
- Wives at War and Other Stories, Enugu: Nwamife, 1980; Flora Nwapa Co./Tana Press, 1984; Africa World Press, 1992, ISBN 9780865433281

Libri per ragazzi
- The Adventures of Deke, Enugu: Flora Nwapa Co., 1980
- The Miracle Kittens, Enugu: Flora Nwapa Company, 1980
- Journey to Space, Enugu: Flora Nwapa Company, 1980
- Mammywater, 1979; Enugu: Flora Nwapa Company, 1984
- Emeka, Driver's Guard, London: University of London Press, 1972; Enugu: Flora Nwapa Company, 1987

## Filmografia e altri media
Flora Nwapa è il soggetto di un documentario intitolato The House of Nwapa, realizzato da Onyeka Nwelue, presentato in anteprima nell'agosto del 2016.